# Castillo de Tureholm
El Castillo de Tureholm es un castillo de propiedad privada en el municipio de Trosa en Suecia. El castillo fue construido en el siglo XVIII, y está catalogado desde 1987.

## Historia

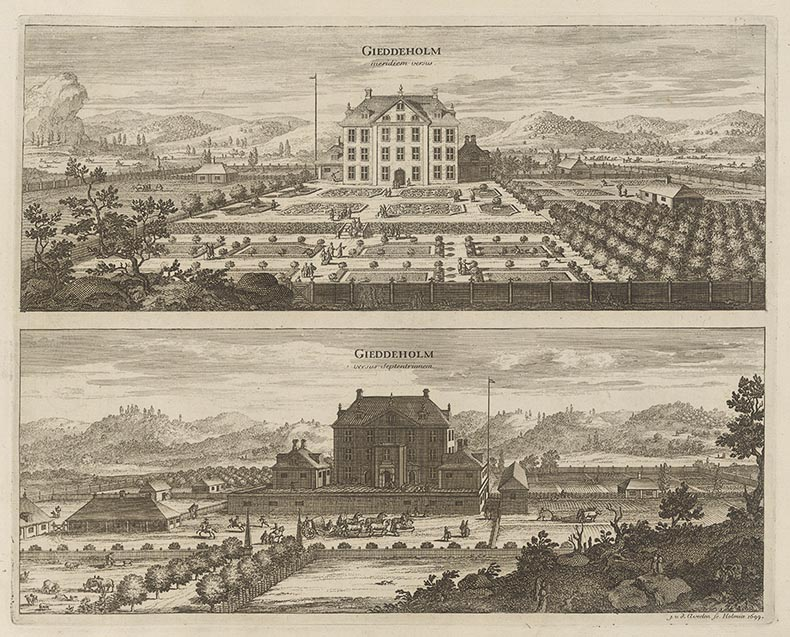
Castillo de Gäddeholm Tureholms

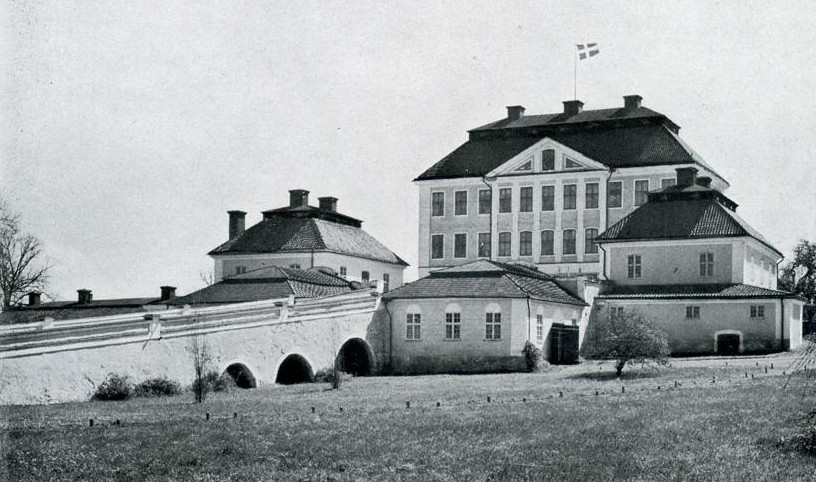
Tureholm en la década de 1930

Tureholm está situado en la localización de un castillo original que pertenecía al noble Nils Gädda en el siglo XIV, y de él recibió su primer nombre, Gäddeholm. En la década de 1640, un nuevo castillo fue construido por Erik Dahlberg, comisionado por Sten Nilsson Bielke. El castillo fue incendiado durante el pillaje ruso de 1719. Diez años después de los incendios rusos, Thure Gabriel Bielke empezó a construir el castillo de nuevo y desde entonces tiene la apariencia actual, también es por él que recibe el nombre de Tureholm.
En Suecia Antiqua et Hodierna, puede verse el castillo incendiado y concluir que el castillo que puede verse hoy es bastante similar al que era antes, aunque sin un parque similar bien conservado. El castillo pasó por matrimonio entre la hija del nieto de Svante Nilsson (Sture), Sigrid, y Thure Pedersson Bielke (1562) a la familia Bielke, que lo tuvo en posesión hasta 1916. Desde 1935 el castillo es propiedad de la familia Bonde como propiedad privada.

## En la actualidad
Hay una gran biblioteca y un retrato de familia en el castillo. Sin embargo, una gran colección de armas de finales del siglo XVI, junto con gran parte del mobiliario, ha sido vendido.
- Datos: Q7854834
- Multimedia: Tureholms slott / Q7854834